# 덕산초등학교 (산청군)
덕산초등학교는 대한민국 경상남도 산청군 시천면 사리에 있는 공립 초등학교이다.

## 학교 연혁
- 1921년 4월 1일 덕산공립보통학교 개교
- 1938년 4월 1일 교명 변경 (덕산공립심상소학교)
- 1941년 4월 1일 교명 변경 (덕산공립국민학교)
- 1946년 9월 1일 덕산국민학교 개명
- 1994년 9월 1일 내공국민학교 통합
- 1996년 3월 1일 덕산초등학교 명칭 변경
- 2022.03.01 제24대 오창근 교장 취임
- 2023.02.10 제97회 졸업식(남6, 여10, 계16명) 총 졸업생수 5,918명
- 2024.02.08 제98회 졸업식(남11, 여5, 계16명) 총 졸업생수 5,934명

## 참고 자료
- 덕산초등학교 - 한국교육학술정보원 학교알리미